# Interpolacja (automatyka)
Interpolacja – wielopunktowe przybliżenie krzywizny toru ruchu. Rzeczywisty tor przemieszczania się końcówki robota często nie pokrywa się z torem określonym w programie. Tor, wzdłuż którego przemieszcza się końcówka robota, jest konsekwencją przemieszczania się każdego z napędów łańcucha kinematycznego, które jest zgodne z wektorem przemieszczenia, który z kolei jest wynikiem realizacji algorytmu sterującego według określonych wartości sterowniczych związanych z ruchem robota.
Fakt, że tor rzeczywisty, po którym przemieszcza się końcówka robota, nie pokrywa się z torem określonym w programie, widać wyraźnie, gdy trajektoria zawarta w programie jest sumą kilku krzywych (np. interpolowanych naprzemiennie „po prostej” i „po okręgu”). Jest tak dlatego, że po każdym odcinku następuje bardzo krótkie zatrzymanie się robota w celu sprawdzenia położenia względem punktu docelowego. Po chwilowym zatrzymaniu się końcówki robota następuje natychmiastowe przemieszczenie się do następnego punktu. Dlatego też odwzorowanie toru zaprogramowanego nie jest płynne i nie pokrywa się dokładnie z torem zadanym.
Różnice są konsekwencją konieczności dokonywania ciągłych pomiarów jakości odwzorowywania drogi zadanej. Odchyłki te są odchyłkami dynamicznymi, ponieważ nie mogą przekraczać wartości dopuszczalnej, określonej dokładnością algorytmu sterowania (błąd odwzorowywania trajektorii).
Bloki programowe określające pozycje pośrednie (inaczej podporowe) manipulatora, gwarantujące zachowanie właściwego kształtu toru, nazywają się „interpolatorami trajektorii” (kształtują parametry zaprogramowanego kształtu trajektorii). Interpolator oblicza współrzędne punktów pośrednich {\displaystyle n_{0},n_{1},n_{2},...,n_{a},} trajektorii zgodnie z zadanym wzorcem drogi robota.